# Maroon (pjesma Taylor Swift)
"Maroon" je pjesma američke kantautorice Taylor Swift s njenog desetog studijskog albuma, Midnights (2022.). Pjesmu su napisali i producirali Swift i Jack Antonoff. Pjesma je dream pop, synth-pop i trip hop balada sa slojevitim vokalima, trap ritmovima i oscilirajućom električnom gitarom koja stvara dugotrajnu notu. U stihovima se pripovjedač prisjeća prošle veze.
Općenito, pjesma je dobila pozitivne kritike od glazbenih kritičara, koji su pohvalili produkciju i ocijenili tekstove pjesničkim, ali nekolicina je smatrala da je tema slična Swiftinim prethodnim pjesmama. "Maroon" je dosegao četvrto mjesto na Billboard Global 200, treće mjesto na američkoj Billboard Hot 100 ljestvici i uvršten među prvih deset u Australiji, Kanadi, Maleziji, Novom Zelandu i na Filipinima.

## Pozadina
Američka kantautorica Taylor Swift najavila je svoj deseti studijski album na dodjeli MTV Video Music Awards 2022. 28. kolovoza 2022. Kasnije je otkrila naziv albuma, Midnights, i naslovnicu albuma na društvenim mrežama, ali popis pjesama nije odmah otkriven.
21. rujna 2022., točno mjesec dana prije izlaska albuma, Swift je na platformi društvenih medija TikTok najavila kratku seriju od trinaest epizoda pod nazivom Midnights Mayhem with Me. Svrha serije je objaviti naslov pjesme svake epizode kotrljanjem lutrijskog kaveza koji sadrži trinaest ping pong loptica označenih brojevima od jedan do trinaest; svaka kuglica predstavlja stazu. U petoj epizodi 30. rujna, Swift je otkrila "Maroon" kao naslov druge pjesme. Midnights je objavljen 21. listopada pod izdavačkom kućom Republic Records.
Godine 2023, Swift je izvela pjesmu kao "pjesmu iznenađenja" na odabranim postajama The Eras Tour, kao što su East Rutherford (26. svibnja), Inglewood (3. kolovoza) i Mexico City (27. kolovoza).

## Zasluge
- Taylor Swift – vokal, pisanje pjesama, produkcija
- Jack Antonoff – pisanje pjesama, produkcija, inženjering, programiranje, udaraljke, Juno 6, modularni synth, klavir, električne gitare, bas, snimanje
- Evan Smith – inženjerstvo, orgulje, saksofon, flauta, klarinet, snimanje
- Laura Sisk – inženjering, snimanje
- Megan Searl – pomoćnica inženjera
- John Sher – pomoćni inženjer
- John Rooney – pomoćni inženjer
- Serban Ghenea – miksanje
- Bryce Bordone – asistent miksanja
- Randy Merrill – mastering

## Ljestvice
| Ljestvice              | Najviša pozicija |
| ---------------------- | ---------------- |
| Argentina              | 100              |
| Češka                  | 27               |
| Danska                 | 34               |
| Filipini               | 4                |
| Francuska              | 100              |
| Hong Kong              | 22               |
| Hrvatska               | 19               |
| Indija                 | 13               |
| Island                 | 12               |
| Južna Afrika           | 12               |
| Kanada                 | 4                |
| Litva                  | 25               |
| Luksemburg             | 25               |
| Mađarska               | 32               |
| Malezija               | 5                |
| Norveška               | 30               |
| Novi Zeland            | 5                |
| Njemačka               | 96               |
| Portugal               | 11               |
| Singapur               | 5                |
| SAD                    | 3                |
| Slovačka               | 29               |
| Španjolska             | 49               |
| Švedska                | 26               |
| Švicarska              | 12               |
| Ujedinjeno Kraljevstvo | 6                |
| Vijetnam               | 11               |